# Кадне
Кадне (фр. Cadenet) је насељено место у Француској у региону Прованса-Алпи-Азурна обала, у департману Воклиз.
По подацима из 2006. године број становника у месту је био 3.950, а густина насељености је износила 158 становника/km².

## Демографија
| 1962. | 1968. | 1975. | 1982. | 1990. | 2006. | 2011. |
| ----- | ----- | ----- | ----- | ----- | ----- | ----- |
| 2.409 | 2.401 | 2.483 | 2.640 | 3.232 | 3.950 | 4.110 |